# Барбаков Євген Олександрович
Барбаков Євген Олександрович (10 червня 1954) — російський академічний веслувальник.
Срібний призер Олімпійських Ігор 1980 року в складі парної четвірки, учасник 1976 року.